# Ментер, Софья Осиповна
Софи (Софья Осиповна) Ментер (нем. Sophie Menter; 29 июля 1846, Мюнхен — 23 февраля 1918, Стокдорф, Верхняя Бавария) — немецкая пианистка, композитор, музыкальный педагог, профессор Петербургской консерватории (1883—1887). Виртуоз, одна из крупнейших пианисток второй половины XIX века. Любимая ученица Ф. Листа.

## Биография
Дочь Йозефа Ментера, виртуоза-виолончелиста и певицы Вильгельмины Ментер. Уже в детстве проявила себя как талантливая пианистка, училась в Мюнхене у Фридриха Ниста, затем у Зигмунда Леберта и наконец в Мюнхенской консерватории под руководством Йозефа Райнбергера, Юлиуса Леонхарда и Юлиуса фон Кольба.
В 1860 году 14-летняя пианистка совершила своё первое артистическое турне. В 1867 году стала известной за исполнение фортепианной музыки Листа в Гевандхаусе в Лейпциге. Продолжила совершенствовать мастерство у Карла Таузига, с 1869 года — у Франца Листа в Веймаре.
Вышла замуж за Давида Поппера, музыканта-виолончелиста, композитора, вместе с которым объездил Германию, Англию, Францию и Россию. Концерты супружеской пары имели повсюду большой успех.
В 1881 году впервые выступила в Англии и два года спустя стала почëтным членом Королевского филармонического общества (англ. Royal Philharmonic Society).
В 1883 получила приглашение Санкт-Петербургской консерватории занять пост профессора по классу фортепиано. Преподавала в России до 1887 года, подготовила ряд известных музыкантов, среди её учеников — В. Л. Сапельников. В 1887 г. в составе группы преподавателей (вместе с Карлом Лютшем, Гуго Вёльфелем, Дмитрием Климовым и другими) покинула консерваторию из-за разногласий с А. Г. Рубинштейном
Талант С. Ментер высоко ценился в России, наряду с А. Н. Есиповой и М. Т. Карреньо она считалась крупнейшей пианисткой второй половины XIX века. В 1884 году П. И. Чайковский, отдавая должное дарованию Софьи Ментер, посвятил ей партитуру «Концертной фантазии» для фортепиано с оркестром (соч. 56). В 1887 году И. Репин написал два портрета Софьи Ментер.

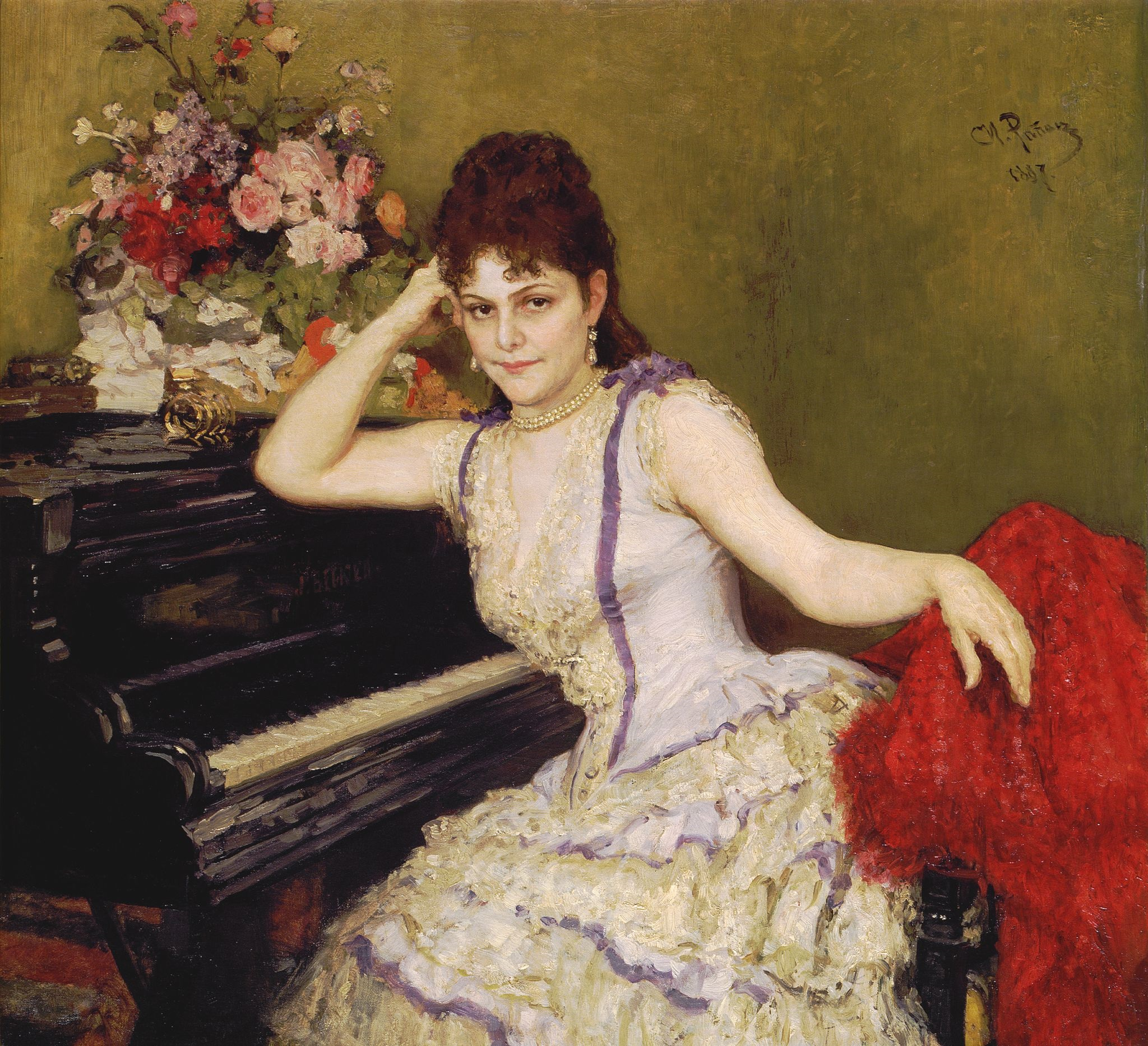
Портрет Ментер кисти И. Е. Репина (1887)

В последующие годы С. Ментер жила в Тироле, периодически совершала концертные поездки по другим странам. Её игра захватывала эмоциональным порывом, масштабностью исполнения и одновременно изяществом и тонкостью художественной передачи.
С. Ментер — автор ряда пьес для фортепиано, в том числе «Венгерской рапсодии» (другие названия — «Цыганские напевы», «Цыганская рапсодия»), которая в 1892 году была обработана для фортепиано с оркестром П. И. Чайковским, а 4 февраля 1893 года — исполнена Ментер и оркестром под управлением Чайковского в Одессе.

## «Цыганские напевы»: история создания, проблема авторства
Летом 1885 года Ференц Лист отправил Софи Ментер письмо, где сообщил, что хотел бы написать для неё фортепианный концерт с использованием венгерского фольклорного материала. Осенью того же года он посещает Софи в её замке Иттер. За время пребывания в гостях Лист записал несколько тем для предполагаемого концерта, которые, уезжая, оставил своей ученице. Эти темы и легли в основу «Цыганских напевов».
Спустя семь лет, в конце сентября 1892 года, Чайковский по дороге из Парижа в Прагу наносит визит Софи Ментер. К этому моменту «Цыганские напевы» существовали в виде набросков для двух фортепиано. За две недели, проведенные в замке, Чайковский по просьбе Ментер переработал музыкальный материал для солирующего фортепиано с оркестром и в конце партитуры поставил по-немецки свой автограф: «П. Чайковский, 2 октября 1892 года». По этой причине Андрей Хотеев в статье «К истории создания фортепианных концертов Чайковского (взгляд интерпретатора)» приписал произведение Чайковскому, причем эта ошибка проникла и в прессу. Позиция Хотеева подверглась критике со стороны музыковеда Леонида Гаккеля: по его мнению, Хотеев показал себя как «очень доверчивый в источниковедческом отношении музыкант». Точку зрения Гаккеля поддерживают и другие авторитетные исследователи (в частности, авторы «Музыкального словаря Гроува», «Биографического словаря музыкантов Бейкера» и советской «Музыкальной энциклопедии»). Мнение о принадлежности произведения Листу, таким образом, также является ошибочным.
Партитура «Цыганских напевов» впервые была опубликована в 1909 году в США издательством Густава Ширмера под названием: «Ungarische Zigeunerweisen für Klavier von Sofie Menter mit Orchester Begleitung von Peter Tschaikowsky (Венгерские цыганские напевы для фортепиано Софи Ментер с оркестровым сопровождением Петра Чайковского)». В 1910 году то же издательство выпустило и клавир. В 1970 году произведение (под названием «Цыганская рапсодия») было опубликовано в Полном собрании сочинений П. И. Чайковского среди других транскрипций, выполненных композитором.